# Maria Valberhova
Répertoire
Œdipe à Athènes de Vladislav Ozerov 
Mascarade de Mikhaïl Lermontov 
Le Mariage de Figaro de Beaumarchais
Scènes principales
Théâtre Alexandra
Maria Ivanovna Valberhova est une comédienne et professeur de théâtre russe née le 7 janvier 1789 et morte le 27 septembre 1867.

## Biographie
Maria Ivanovna Valberhova naît le 7 janvier 1789 (27 décembre 1788 dans le calendrier julien) dans la famille du danseur de ballet et chorégraphe Ivan Valberkh. Elle ne suit pas les traces de son père et ne souhaite pas devenir ballerine mais décide de consacrer sa vie au théâtre et devient comédienne. Elle étudie avec l'acteur et dramaturge Alexandre Chakhovskoï (ru), fait ses débuts sur scène en 1807 avec le rôle tragique d'Antigone dans la pièce Œdipe à Athènes de Vladislav Ozerov et est immédiatement admise dans la troupe du théâtre Alexandra de Saint-Pétersbourg. 
Cependant, face à la concurrence de tragédiennes comme Ekaterina Semionova, elle quitte la scène en 1811. En 1815, elle fait de nouveaux débuts dans des rôles comiques brillants (comtesse Leleva dans la pièce de Chakhovskoï Урок кокеткам, или Липецкие воды, Une leçon de coquettes ou les Eaux de Lipetsk). Elle est ensuite Agatha dans la pièce de Nikolai Khmelnitsky (en) Шалости влюблённых (Les Farces des amoureux). En 1817 Alexandre Griboïedov écrit pour elle, en collaboration avec Chakhovskoï et Khmelnitsky, le vaudeville Своя семья, или Замужняя невеста (Votre famille ou Une épouse mariée) dans lequel elle interprète brillamment le rôle de Natasha. Pouchkine et Belinski apprécient son talent d'actrice comique. 
Elle crée en 1852 le rôle de Nina dans la version de 1835 de Mascarade de Mikhaïl Lermontov dans une représentation à son bénéfice mais ne peut en jouer que quelques scènes à cause de la censure toujours en vigueur à cette date. Durant les années suivantes elle ajoute à son répertoire des rôles dramatiques comme celui de la comtesse dans Le Mariage de Figaro de Beaumarchais.
En 1855, Maria Valberhova quitte la scène et commence à enseigner à l'école de théâtre de Saint-Pétersbourg. Elle meurt le 27 septembre 1867 (15 septembre dans le calendrier julien).